# 西光院 (柏市)
西光院（さいこういん）は、千葉県柏市にある真言宗豊山派の寺院。

## 概略と沿革
創建年代は不明であるが、16世紀後半から17世紀初頭との説がある。
境内には、石仏が数多く存在しており、また牡丹の名所としても知られている。
毎年8月16日に行われる篠籠田の三匹獅子舞が有名である。篠籠田は稲作地であり、雨乞いのために元禄時代から始まった祭である。1974年（昭和49年）に「篠籠田三匹獅子舞保存会」が結成され、翌年の1975年（昭和50年）に千葉県の無形民俗文化財に指定された。

## 交通アクセス
- 東武バス三間バス停留所で下車、徒歩5分。